# Vatican
Pour les articles homonymes, voir Vatican (homonymie).
Ne doit pas être confondu avec Saint-Siège.
État de la Cité du Vatican
(it) Stato della Città del Vaticano 
(la) Status Civitatis Vaticanæ 
Le Vatican, en forme longue l'État de la Cité du Vatican (en italien : Stato della Città del Vaticano, /ˈstaːto della tʃitˈta del vatiˈkaːno/ ; en latin : Status Civitatis Vaticanae), est un micro-État européen. Il s'agit du support territorial du Saint-Siège enclavé dans la ville de Rome, capitale de l'Italie. Il comptait officiellement 764 habitants en 2023 sur une superficie totale de 0,439 km2, ce qui en fait le plus petit État au monde, ainsi que le moins peuplé.
Le Vatican se compose de deux entités juridiques distinctes : le Saint-Siège, entité spirituelle, et l'État de la Cité du Vatican, entité temporelle. Le lien entre ces deux entités est le pape, chef du spirituel et du temporel, disposant du pouvoir absolu (exécutif, législatif et judiciaire). Toutefois, en droit international, même si le Saint-Siège est « un sujet souverain doté d'une personnalité juridique internationale », il n'est pas un État.
La colline du Vatican est déjà mentionnée sous la République romaine. De nos jours, le Vatican est la représentation temporelle du Saint-Siège et de l'ensemble des institutions de l'Église catholique romaine : l'État de la Cité du Vatican est, lui, créé le 11 février 1929 aux termes des accords du Latran, signés par l'Italie représentée par Benito Mussolini et par le Saint-Siège représenté par le cardinal Pietro Gasparri.
Le Vatican, important site archéologique du monde romain, situé sur la colline du même nom, est le siège de la papauté et du monde catholique. Selon l'historiographie catholique, il remonte à saint Pierre lui-même, comme premier évêque de Rome, et constitue le centre officiel de tout le christianisme depuis l'empereur Constantin Ier (IVe siècle), mais ce point de vue n'est pas forcément partagé par tous les historiens ni par toutes les confessions chrétiennes,.
L'État de la Cité du Vatican est une monarchie absolue, de droit divin et élective, dirigée par le Pontife romain et évêque de Rome, le dernier en date étant le pape Léon XIV, élu le 8 mai 2025 à la suite du décès de son prédécesseur, François, le 21 avril 2025. Le pape y exerce souverainement le triple pouvoir exécutif, législatif et judiciaire.

## Étymologie
Selon les étymologistes de l'Antiquité comme Festus Grammaticus (cité par Paul Diacre), ce nom de Vaticanus tirerait son origine du mot Vaticinium, ou plus exactement Vātēs ou Vātis signifiant « devin » ou « voyant », parce que beaucoup de devins auraient résidé de ce côté du Tibre, car on sait notamment que sous Tibère, l'art de la divination était interdit à Rome même (c'était un délit passible de la confiscation des biens et de la relégation).
Cette étymologie étant incertaine, d'autres parlent d'une ville étrusque nommée Vaticum, qui aurait jadis existé à cet endroit, ou du dieu Vaticanus qui présidait aux premières paroles des enfants et dont le temple était construit sur l'ancien site de Vaticanum, la colline du Vatican. En effet, cette colline était la maison des Vates longtemps avant l'époque préchrétienne de Rome.

## Histoire
La Cité du Vatican actuelle est généralement considérée comme le reliquat des anciens États pontificaux, bien que l'existence de fait de ceux-ci s'arrête en 1870 tandis que celle de droit du Vatican commence en 1929. L'origine ancienne de ce territoire des États pontificaux est une accumulation de donations foncières reçues par les papes successifs, depuis l'époque constantinienne jusqu'à celle du Royaume lombard (avec par exemple la donation de Sutri). Le pape s'est ainsi trouvé placé à la tête d'un important domaine foncier connu sous le nom de patrimoine de saint Pierre, initialement sous suzeraineté romaine d'Orient, mais que l'historiographie catholique a longtemps appelé « donation de Constantin », en même temps qu'elle justifiait ainsi le pouvoir temporel du pape.
En fait, la « donation de Constantin » est une légende selon laquelle l'empereur Constantin Ier aurait donné au pape Sylvestre la primauté sur les Églises d'Orient et l'imperium (pouvoir impérial) sur l'Occident : le caractère apocryphe de ce document a été établi en 1442 par l'humaniste Laurent Valla. La justification historique de ce pouvoir temporel réside en fait dans la donation de Pépin de 754 confirmée par Charlemagne en 774, donation cette fois bien réelle.
La Cité du Vatican se situe sur ce que l'on appelait dans l'Antiquité l'ager Vaticanus qui se compose d'une petite plaine (la plaine vaticane) aux bords du Tibre, se relevant à quelque distance en une colline d'une faible élévation, les Montes Vaticani (colline Vaticane).
Quelques villas, bâties autour de « jardins impériaux », y furent propriété d'Agrippine. Le fils de cette dernière, l'empereur Caligula (37-41 apr. J.-C.), y fit réaliser un cirque privé, le Circus Vaticanus, dont l'actuel obélisque du Vatican constitue un des seuls vestiges. C'est là, ainsi que dans les jardins adjacents, qu'eut lieu le martyre de nombreux chrétiens de Rome au temps de Néron (54-68). On dit que saint Pierre fut enterré au nord de ce cirque, dans une nécropole qui longeait une route secondaire, la via Cornelia. Sur le lieu de sa sépulture, l'empereur Constantin fit édifier entre 326 et 333 une basilique grandiose à l'emplacement du site de l'ancien cirque romain qui fut alors démoli. L'édifice a été remplacé par la basilique actuelle au cours des XVIe et XVIIe siècles.

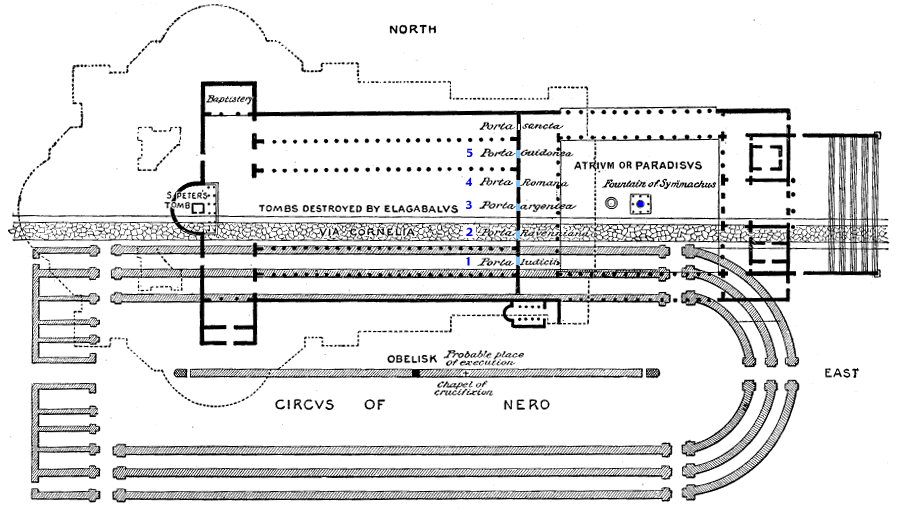
Situation de la basilique actuelle par rapport à la basilique constantinienne et au Circus Vaticanus.

Au Ve siècle, le pape Symmaque y fit construire une résidence dans laquelle certains personnages illustres vinrent séjourner, tel Charlemagne lors de son couronnement, en l'an 800. Au XIIe siècle, Célestin II puis Innocent III la firent rénover. La construction du palais du Vatican débuta sous le pontificat de Nicolas V durant la première moitié du XVe siècle.
Le 20 septembre 1870, après l'évacuation des troupes françaises, Rome est conquise par les troupes piémontaises et rattachée au royaume d'Italie. Le pape Pie IX, qui résidait au palais du Quirinal (devenu depuis la résidence officielle des rois d'Italie, puis du président de la République italienne), se réfugie alors au palais du Vatican. Son refus de reconnaître l'annexion donne une dimension politique et diplomatique au conflit causé par l'Unité italienne : c'est le début de la « question romaine ». Cette controverse dure jusqu'aux accords du Latran en 1929, par lesquels l'État italien s'engage à respecter les frontières de l'État du Vatican qu'il reconnaît alors de fait, la reconnaissance de droit allant au Saint-Siège ; en échange, le Pape reconnaît le rattachement à l'Italie des États pontificaux, ville de Rome comprise.

## Politique et administration

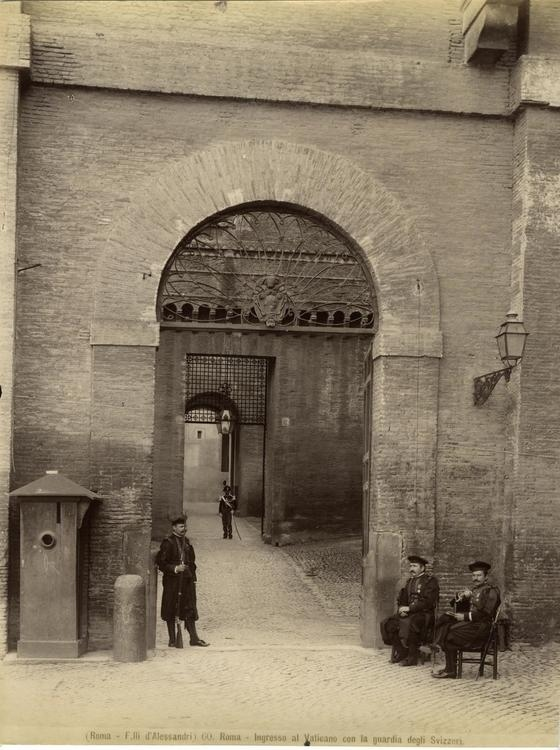
Entrée du Vatican,
photo des Frères D'Alessandri.

### Organisation des pouvoirs
Le pape dispose du pouvoir absolu (exécutif, législatif et judiciaire). Le pouvoir exécutif est délégué à un gouverneur nommé qui est également chargé de la représentation diplomatique. Une commission composée de cinq à sept cardinaux exerce par délégation le pouvoir législatif. Les institutions du Vatican sont réglées par une constitution, dont la première mouture a été rédigée par Pie XI au moment des accords du Latran. Actuellement, le Vatican est régi par la loi fondamentale du 26 novembre 2000, entrée en vigueur le 22 février 2001. Ses lois sont consignées dans les Acta Apostolicæ Sedis.
Le Vatican est une monarchie absolue et élective : le pape est élu à la majorité qualifiée (deux tiers des voix) lors du conclave et règne à vie en principe. Mais il peut aussi renoncer, cette possibilité ayant été exploitée par Benoît XVI en 2013. Il peut également se définir comme une théocratie dans la mesure où son existence, son fonctionnement et son action sont dominés par un impératif religieux.

### Citoyenneté
La citoyenneté vaticane n'est pas l'expression d'une appartenance nationale. Elle est liée à l'exercice de fonctions au sein du Vatican ou du Saint-Siège. Par conséquent, cette citoyenneté vient toujours s'ajouter à une nationalité d'origine. Dès que ces fonctions cessent, la citoyenneté cesse. Ainsi, un prélat de la Curie prenant des fonctions pastorales perd sa citoyenneté vaticane. Celle-ci est attribuée également au conjoint et à la famille (ascendants, descendants et collatéraux directs) des fonctionnaires du Vatican, à l'âge de 25 ans pour les garçons et au moment de leur mariage pour les filles[réf. nécessaire].

### Défense
La Garde suisse pontificale est la plus vieille armée encore en exercice. Elle est chargée de l'apparat, d'assurer la garde des bâtiments du Vatican, et de la protection rapprochée du pape. En 2025, la Garde suisse pontificale forme une compagnie avec rang régimentaire composée de 135 militaires (9 officiers, 41 sous-officiers et 85 hallebardiers), recrutés depuis 1506, exclusivement dans les cantons suisses (89 officiers et hommes de troupe en 1977). Les troupes pontificales ne sont plus montées au feu des combats depuis leur défaite par les troupes italiennes, survenue en 1870.

### Politique étrangère

#### Diplomatie
La diplomatie du Saint-Siège est l'activité de négociation internationale de l'Église catholique. Avant la réforme protestante et le siècle des Lumières, la papauté a exercé à plusieurs reprises des fonctions d'arbitre entre les souverains chrétiens européens. La diplomatie du Saint-Siège trouva sa première expression formelle véritable vers la fin du XIe siècle quand le pape commença à envoyer des légats vers les différents royaumes de la chrétienté. Il s'agissait de permettre au clergé résident d'avoir une plus grande marge de manœuvre à l'égard des autorités civiles locales.
À partir du XVIe siècle, les premières nonciatures apparaissent, avec à leur tête un archevêque venant de Rome. Fragilisée par la Réforme et le développement de la philosophie des Lumières, l'autorité du Saint-Siège est contestée, mais celui-ci reste toujours présent sur la scène internationale. La légitimité de la diplomatie pontificale dans la sphère internationale est ensuite entérinée à plusieurs reprises par des traités de référence, comme le congrès de Vienne en 1815, ou la conférence de Vienne de 1961, qui codifie le droit diplomatique.

#### Représentation internationale
C'est le Saint-Siège, à travers la Curie romaine, placée sous la primauté pontificale de l'évêque de Rome, qui est l'organe de gouvernement de l'Église catholique romaine, et non l'État de la Cité du Vatican, qui fait l'objet d'une représentation internationale. Il dispose d'un siège d'État non-membre observateur à l'Organisation des Nations unies (ONU).
Le Vatican a exprimé le désir de rejoindre l'espace Schengen en 2006.

## Géographie

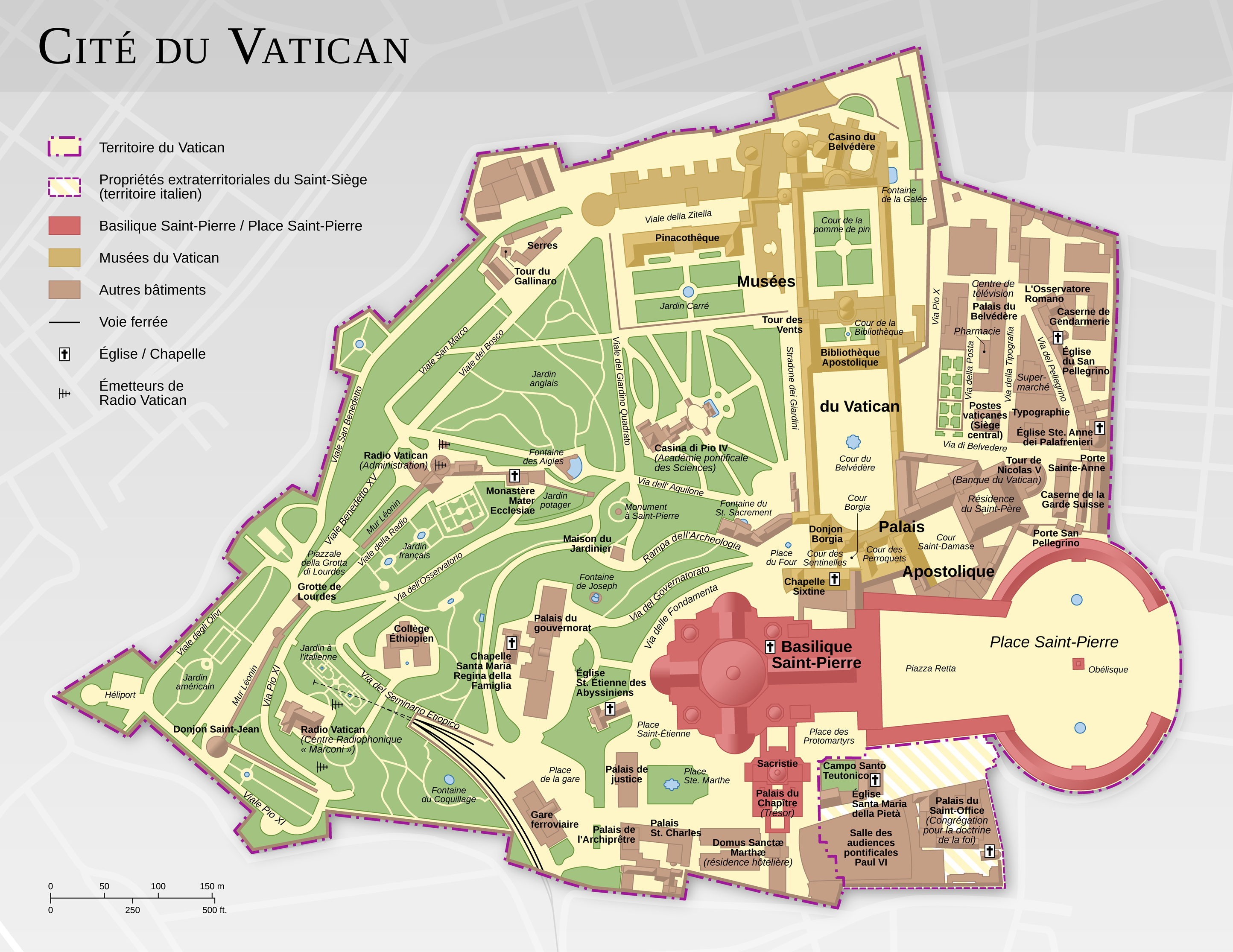
Carte du Vatican.

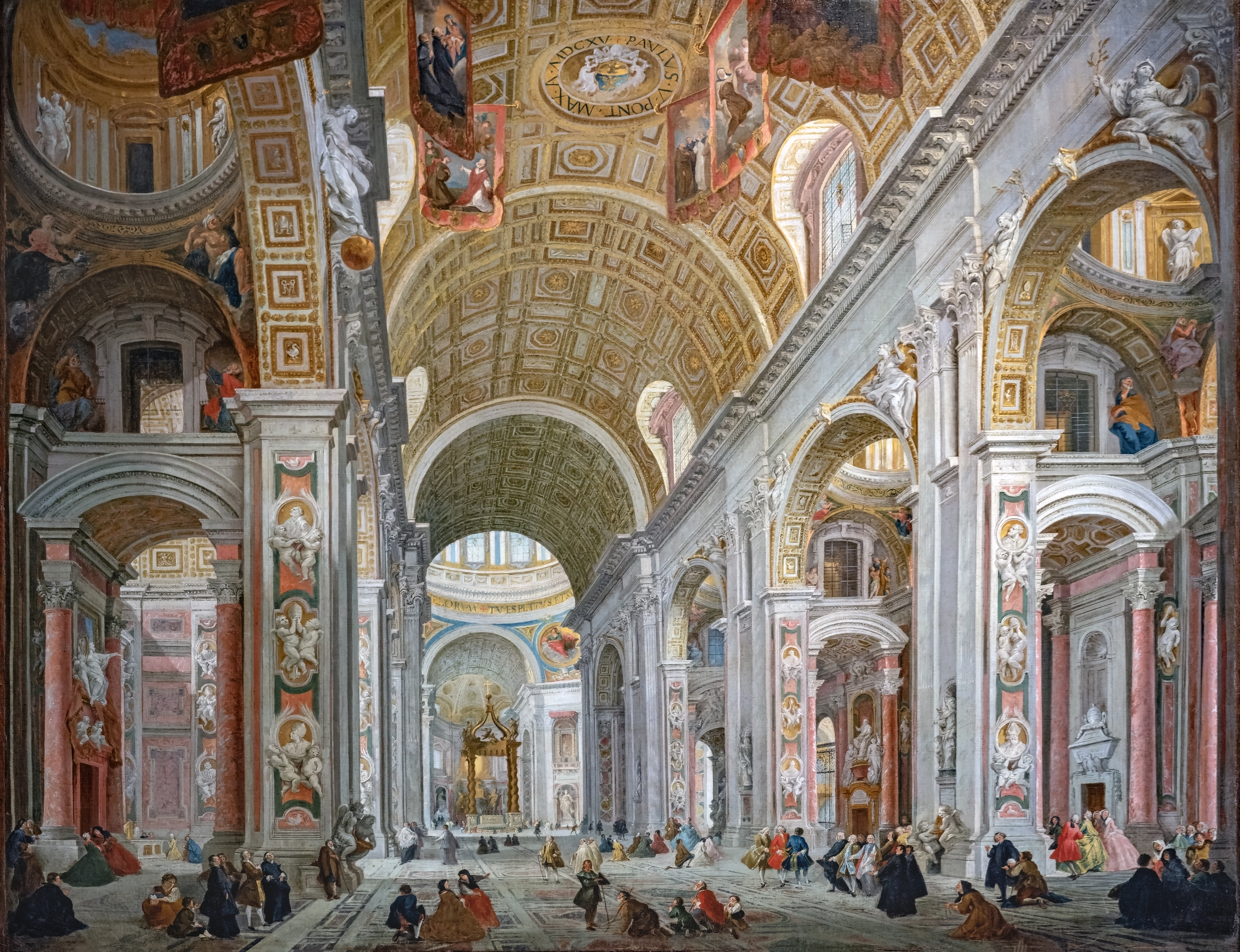
L'intérieur de la basilique Saint-Pierre au Vatican en 1731.

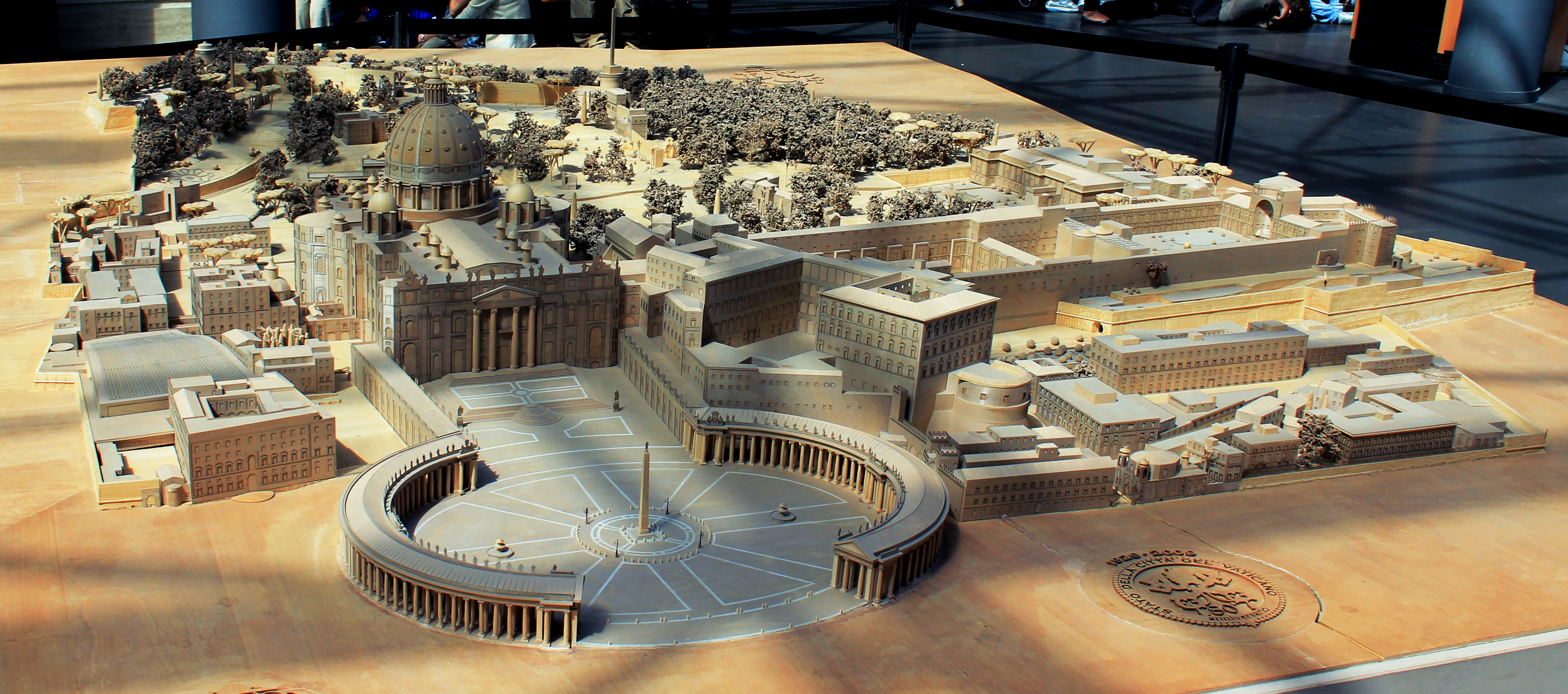
Maquette du Vatican aux musées du Vatican.

Du fait de sa très faible superficie, le Vatican est le plus petit pays du monde. Toutefois, l' « État du Vatican » n'est pas un État souverain au sens strict, puisqu'il n'est pas lui-même sujet de droit international et se fait représenter par le Saint-Siège, dont les compétences s'étendent au-delà du seul État du Vatican aux ambassades, sous l'autorité du pape qui est à la fois le souverain du Saint-Siège et le dirigeant du Vatican. De plus, il n'a pas de nationaux en propre et sa puissance souveraine sur son territoire est, dans certaines circonstances et sur certaines parcelles définies par l'accord du Latran, partagée avec l'État italien (notamment la place Saint-Pierre). De ce fait, selon la convention de Montevideo, le statut juridique international du Vatican n'est, d'après certains juristes, pas celui d'un État,, mais plutôt celui d'un sujet international analogue à une organisation internationale telle que l'ONU.
À ce titre, les ambassades (nonciatures) et propriétés du Saint-Siège hors-les-murs ne relèvent pas de l'État du Vatican, mais de la seule autorité du Saint-Siège, manifestée à travers ses institutions (regroupées dans la Curie romaine siégeant au Vatican) et son souverain.
La superficie du Vatican représente un cinquième de celle de la principauté de Monaco : le Vatican peut être qualifié de micro-État. Il est enserré dans des murailles imposées par l'article 5 des accords du Latran, entièrement enclavé dans la ville de Rome, dans le territoire italien. Cette enclave comprend notamment la place Saint-Pierre, la basilique Saint-Pierre, le Palais apostolique et les musées et jardins du Vatican.
Le Saint-Siège a également la pleine propriété sur plusieurs bâtiments situés hors de la Cité vaticane, qui bénéficient d'un statut d'immunité diplomatique, à l'instar d'une ambassade. Il s'agit notamment de :
- l'ensemble du Latran : la basilique Saint-Jean de Latran, le palais et ses annexes, ainsi que la Scala Santa ;
- la basilique Sainte-Marie-Majeure ;
- la basilique Saint-Paul-hors-les-Murs et son monastère ;
- plusieurs palais abritant les services de la Curie romaine : les palais de la Daterie et de la Chancellerie (sièges de la Rote romaine, du Tribunal suprême de la Signature apostolique et de la Pénitencerie apostolique), le palais de la Propagation de la foi (siège de la Congrégation pour l'évangélisation des peuples), etc. ;
- le palais des papes de Castel Gandolfo, résidence d'été du pape, qui a une superficie de 55 hectares.

En outre, l'Université grégorienne, la station d'émission de Radio Vatican située dans la banlieue de Rome et divers autres bâtiments sont exempts d'impôts et préservés de toute expropriation. Ces bâtiments et propriétés ne font pas partie stricto sensu de l'État de la Cité du Vatican mais leur superficie cumulée représente environ le double de celle du Vatican.

## Économie

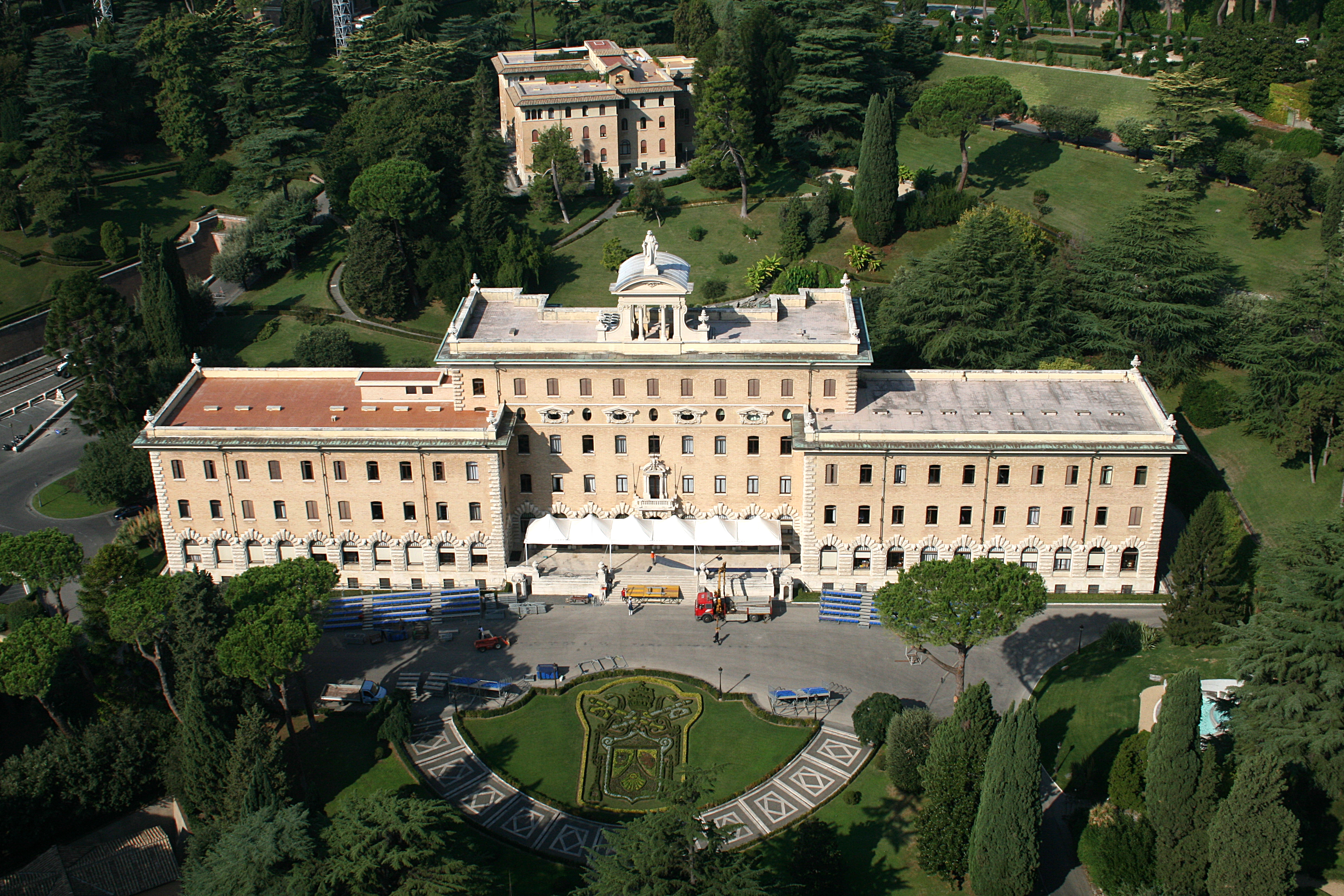
Palais du Gouvernorat du Vatican, siège de la Commission pontificale pour l'État de la Cité du Vatican.

En 2002, le déficit consolidé du Vatican s'élevait à 13,5 millions d'euros pour 216 millions d'euros de recettes. Les dépenses sont principalement les salaires des 2 600 employés (dont environ 750 ecclésiastiques). En 2010, l'économie vaticane a réalisé un excédent budgétaire de 10 millions d'euros, malgré la baisse des dons des fidèles.
Outre les revenus touristiques tels les revenus des musées du Vatican (91,3 millions d'euros de recettes en 2011), l'organisation de voyages et pèlerinages, l'émission de timbres postaux et de monnaies recherchés par les collectionneurs et la vente de publications, les revenus viennent de placements mobiliers (32 millions d'euros de plus-value en 2002) et immobiliers (12,9 millions d'euros).
Un autre poste financier non négligeable est le denier de Saint-Pierre qui a avoisiné les 50 millions d'euros en 2002, même si une partie de cette somme seulement est affectée au budget du Vatican[réf. nécessaire]. Son origine remonte au VIIIe siècle, quand les Anglo-Saxons commencèrent à envoyer une contribution annuelle au pape[réf. nécessaire]. Cet usage s'étendit ensuite aux autres pays d'Europe et a été reconnu officiellement par le pape Pie IX le 5 août 1871 dans l'encyclique Sæpe venerabilis.
Depuis le 1er janvier 2013, la Deutsche Bank, qui gère les paiements monétiques au sein de la Cité vaticane, s'est vue dans l'obligation de désactiver l'utilisation de tous ses terminaux électroniques sur ordre de la Banque d'Italie, car le Saint-Siège n'a pas encore atteint les standards requis au niveau international contre le blanchiment d'argent. Les membres du comité Moneyval (un comité d'experts dépendant du Conseil de l'Europe qui repère notamment les blanchiments des capitaux et les sources occultes de financement du terrorisme) estiment en effet que le Vatican remplit à peine 9 des 16 recommandations clés et lui attribuent 7 mentions négatives. Le Vatican débute à partir de 2010 une série de réformes à la suite d'importants scandales financiers ayant impliqué sa banque, l'Institut pour les œuvres de religion (IOR) et qui gère en 2011 plus de 6,3 milliards d'euros répartis en 20 772 comptes, dont 37 des membres de la famille du pape, 236 de cardinaux, 1 604 d'évêques et 128 de monastères, couvents ou abbayes. L'IOR s'est trouvé au cours des années au cœur de nombreux scandales notamment sous le mandat de Paul Marcinkus, ex-directeur de la banque du Vatican. L'établissement était le principal actionnaire du Banco Ambrosiano, banque accusée dans les années 1980 de blanchiment d'argent de la drogue pour la mafia. En mai 2012, l'IOR refait parler d'elle avec le limogeage de son président Ettore Gotti Tedeschi. Les États-Unis ajoutent en 2012 le Vatican à une liste de 68 États dont la situation est jugée préoccupante, selon le rapport annuel du département d'État américain sur la lutte contre le trafic de drogue dans le monde.
Le pape François tend à sortir l'économie du Vatican des réseaux mafieux, et a d'ailleurs fait plusieurs déclarations à ce sujet.

## Démographie

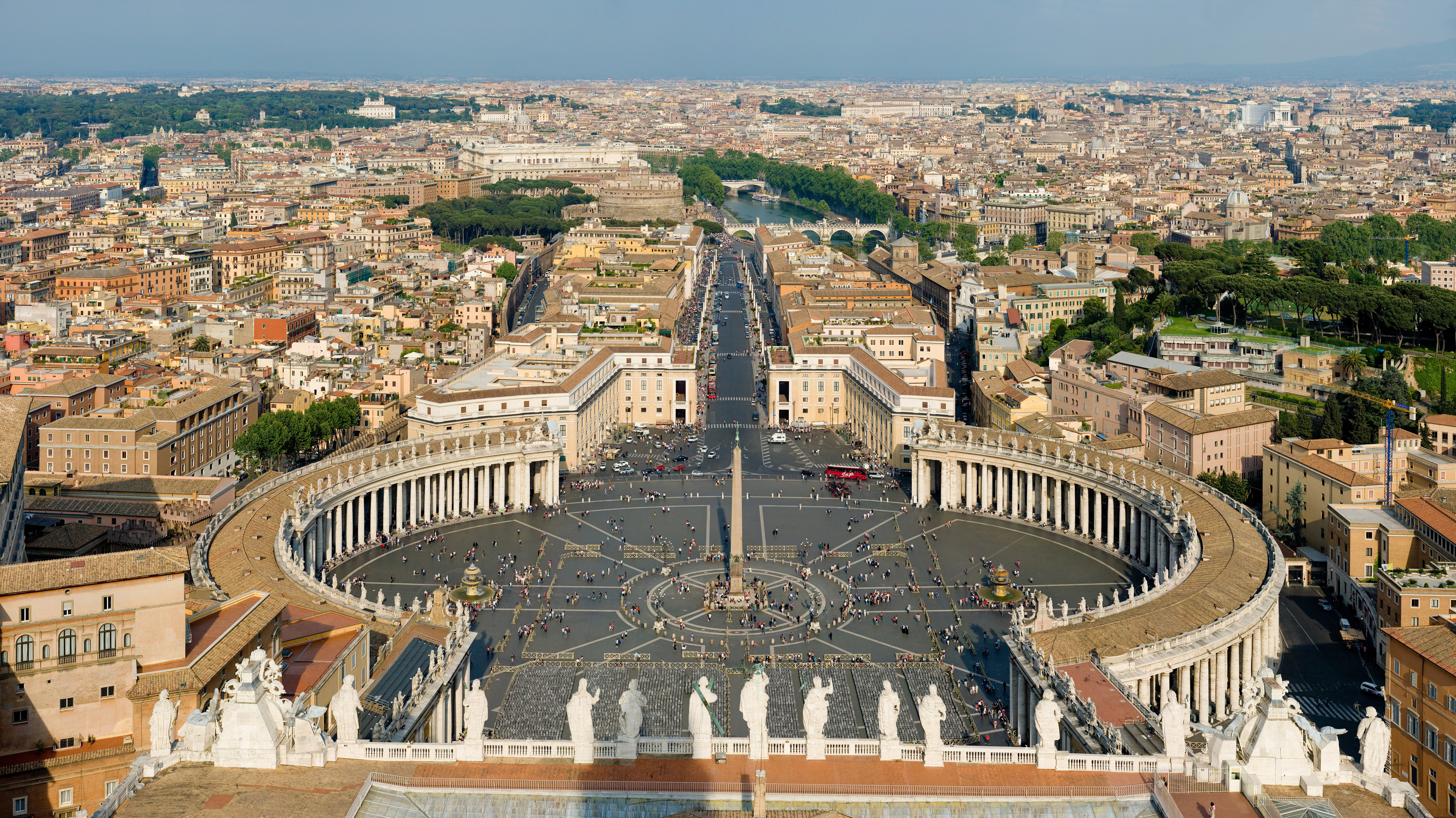
Vue sur la place Saint-Pierre depuis la coupole de la basilique Saint-Pierre.

La quasi-totalité des habitants vivent à l'intérieur des murs de la cité. Ce sont principalement des membres du clergé, cardinaux, évêques, ou prêtres, ainsi que des religieuses. La garde suisse pontificale, chargée de la protection du pape, réside également au Vatican. Près de 3 000 travailleurs étrangers composent la majorité de la main-d'œuvre du pays, tout en résidant en dehors du Vatican. Sauf exception, les personnes possédant un passeport de la cité du Vatican conservent leur nationalité d'origine. 
Le Vatican comptait officiellement 453 habitants en février 2019. Les sources non officielles estiment souvent sa population à environ 800 ou 900 habitants (802 habitants selon Worldometer en octobre 2020) ce qui en fait dans tous les cas le pays le moins peuplé du monde. En revanche, il en est l'un des plus densément peuplés avec plus de 1 000 habitants par kilomètre carré (le troisième derrière Monaco et Singapour). En effet, cette population est concentrée sur une superficie de 0,44 km2 seulement. Il n'y a pas de maternité au Vatican, mais en 2016, une roumaine sans-abri a accouché derrière la basilique Saint-Pierre.

## Population et société

### Langues
Les langues officielles de la Cité du Vatican sont :
- l'italien pour l'État de la Cité du Vatican ;
- le latin, langue officielle de l'Église catholique romaine et langue juridique du Vatican ;
- l'allemand[1] pour l'armée du Vatican, les gardes suisses ;
- le français, langue diplomatique.

Sont également utilisés :
- l'italien, pour le dialogue avec le diocèse de Rome ;
- le français, l'anglais et l'espagnol pour le dialogue avec les catholiques du monde entier ;
- le français, l'anglais, l'allemand, l'italien, l'espagnol, le latin, le portugais, le chinois et l'arabe sur son site web.

### Sport
La Cité du Vatican dispose d'une équipe de football masculine et d'une équipe féminine.

## Culture
En tant que siège du catholicisme, le Vatican exerce une influence culturelle très importante. Il a aussi une activité culturelle propre, comme sa radio, Radio Vatican, qui émet en plusieurs langues.
Les onze musées du Vatican possèdent de riches collections d'art sacré et profane ainsi que des antiquités étrusques et égyptiennes et des œuvres de peintres, dont Michel-Ange. Ils ont été fondés par Clément XIV au XVIIIe siècle.

## Galerie

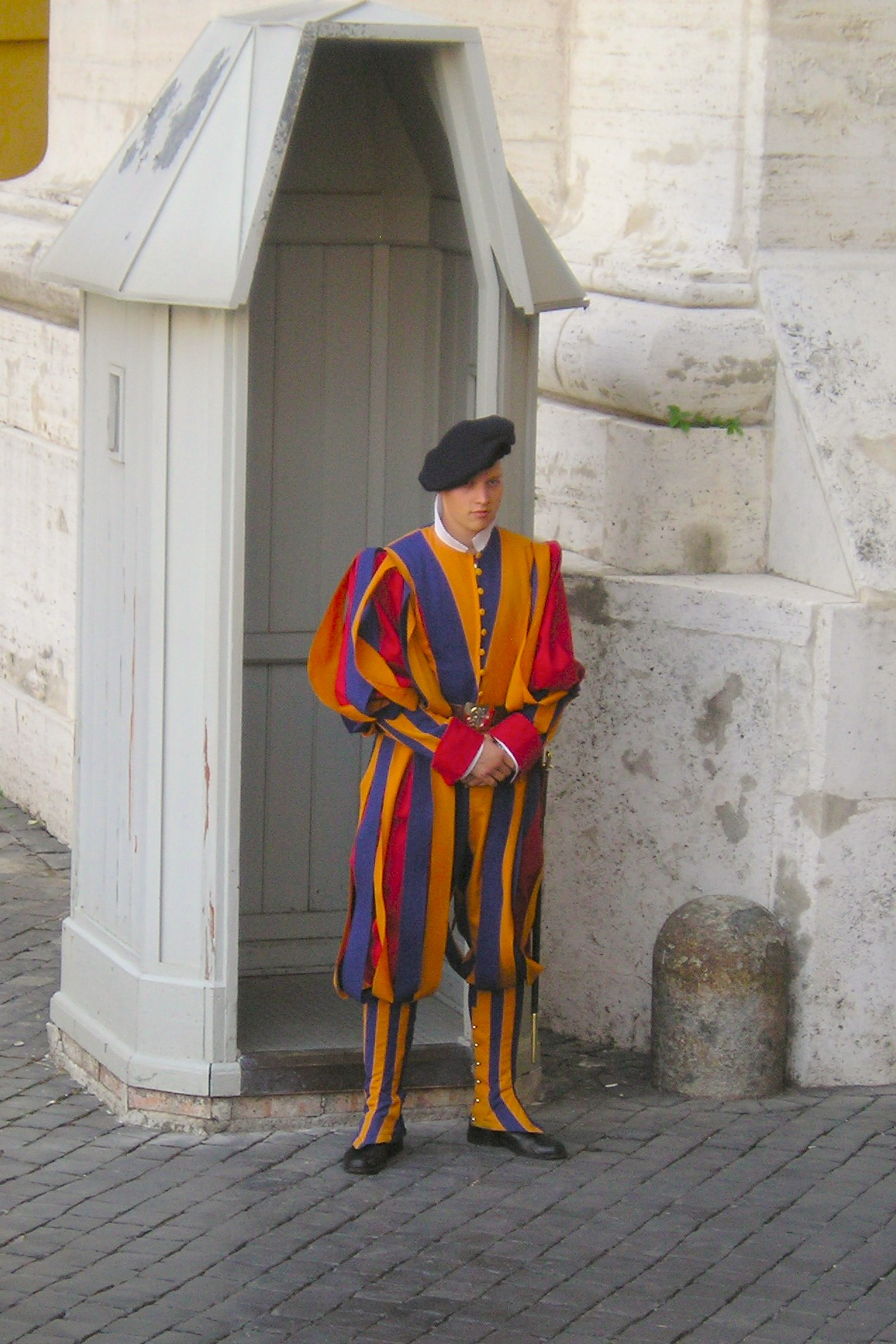
Garde suisse.
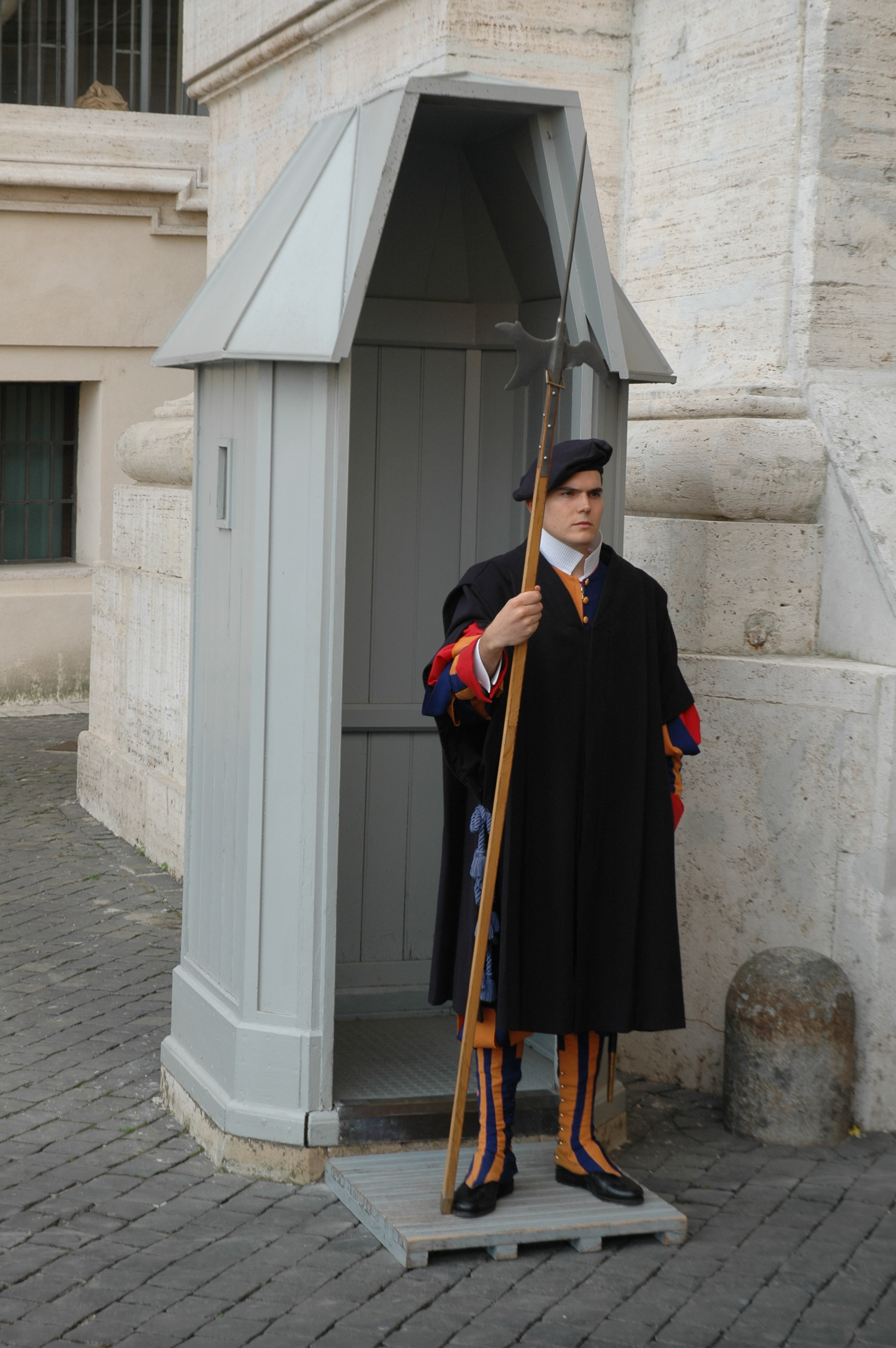
Garde suisse avec le manteau hivernal.
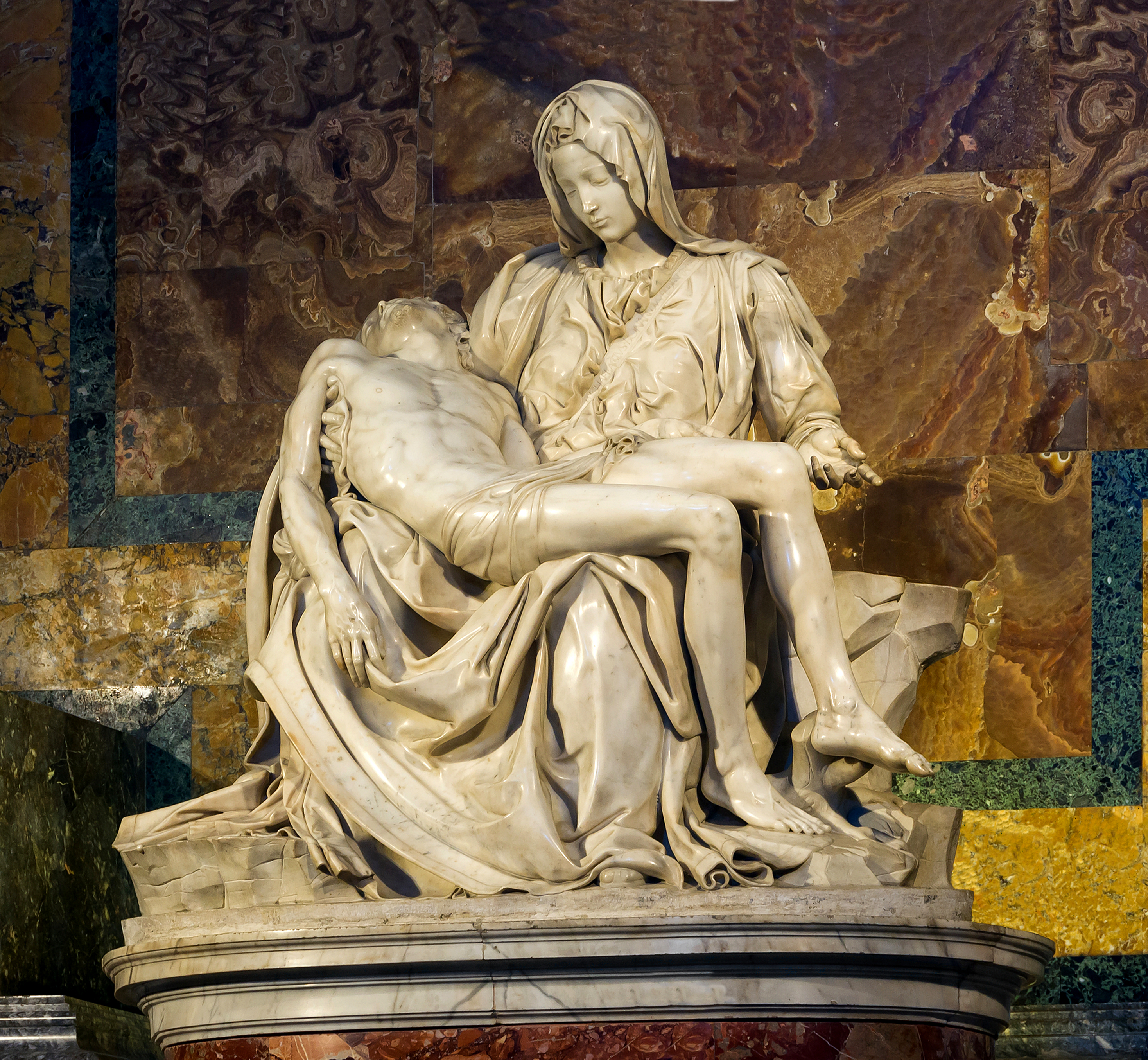
La Pietà de Michel-Ange.
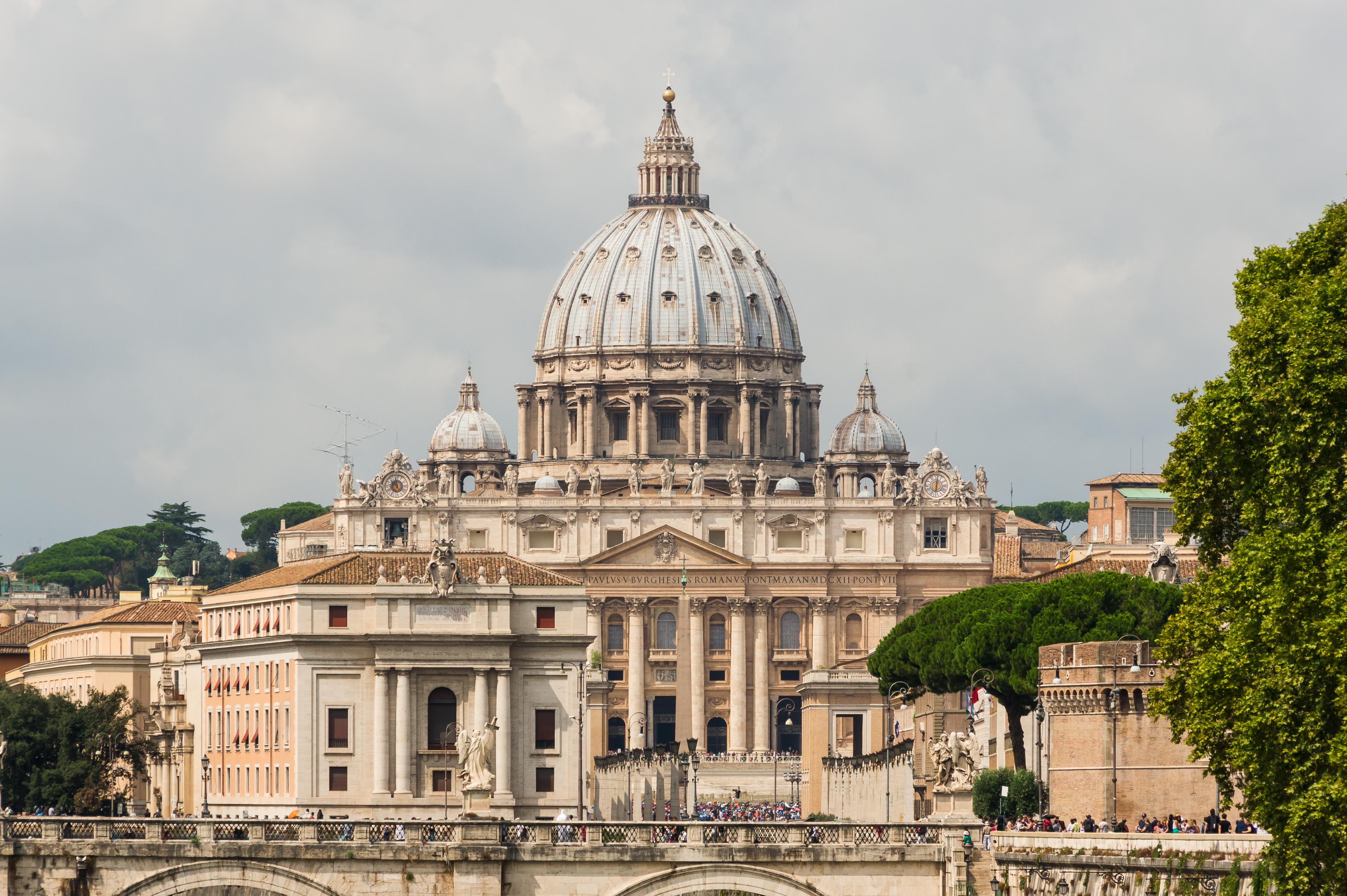
Basilique Saint-Pierre.
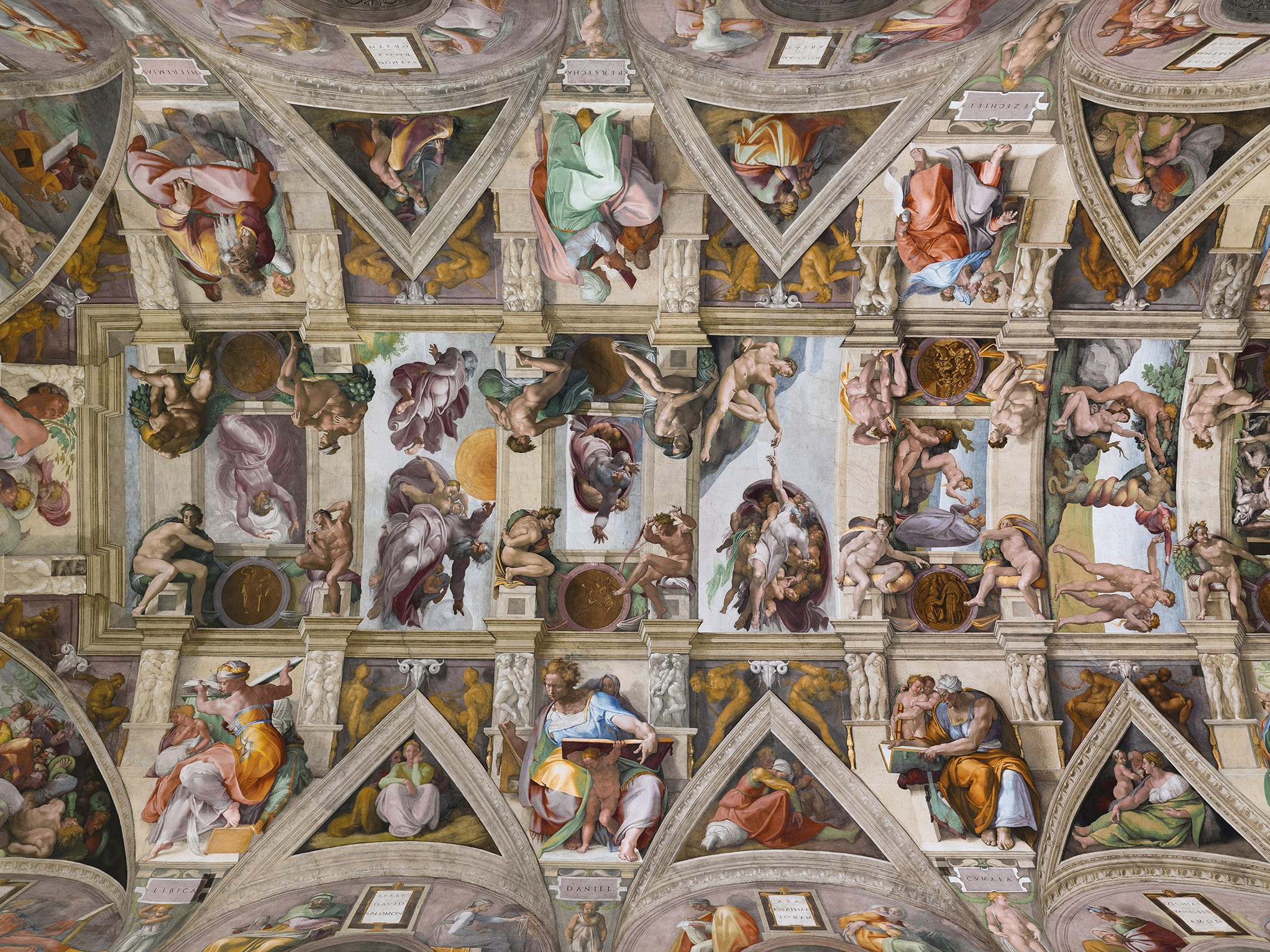
Fresque du plafond de la chapelle Sixtine.
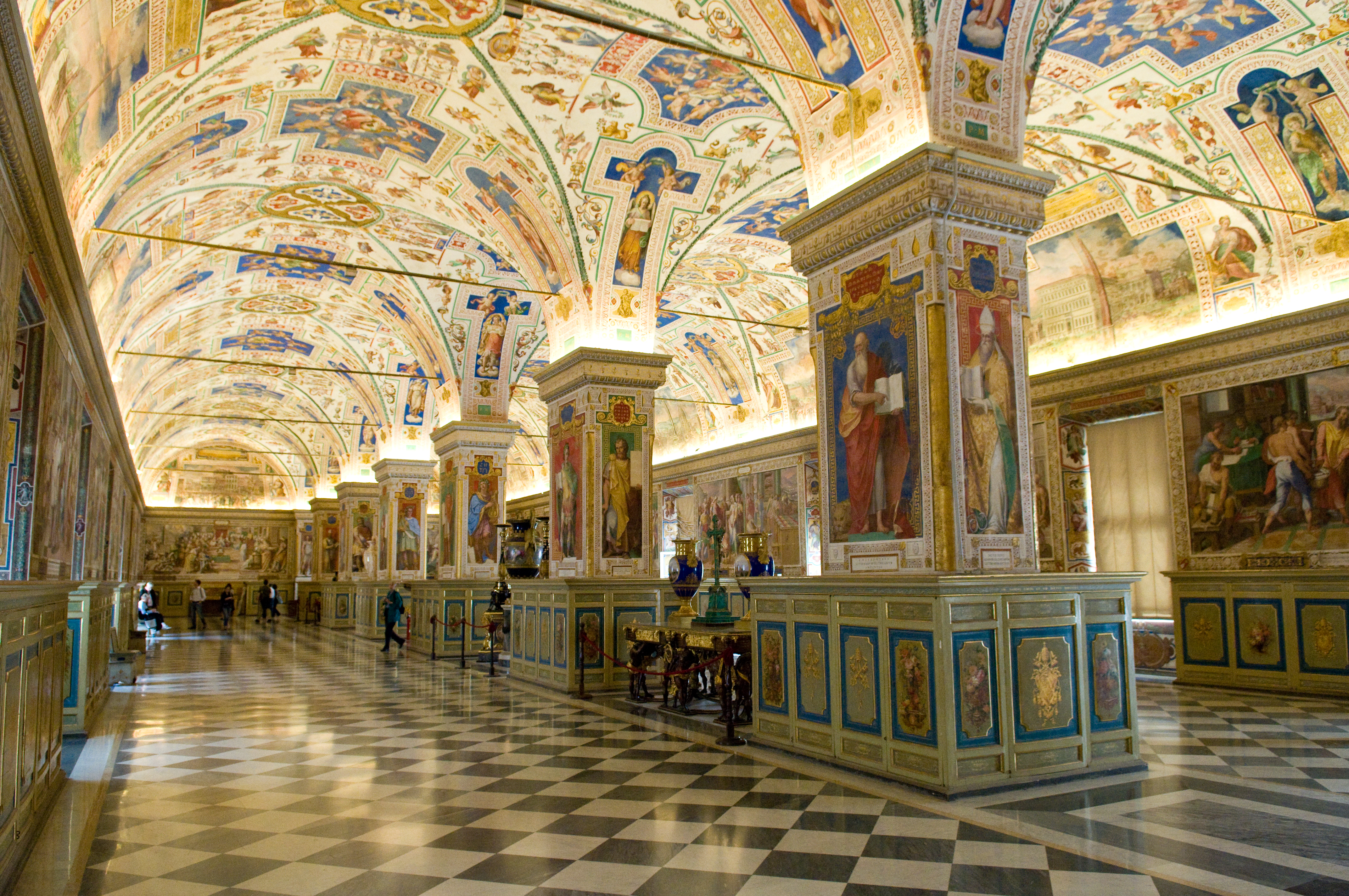
La salle Sixtine de la Bibliothèque du Vatican.
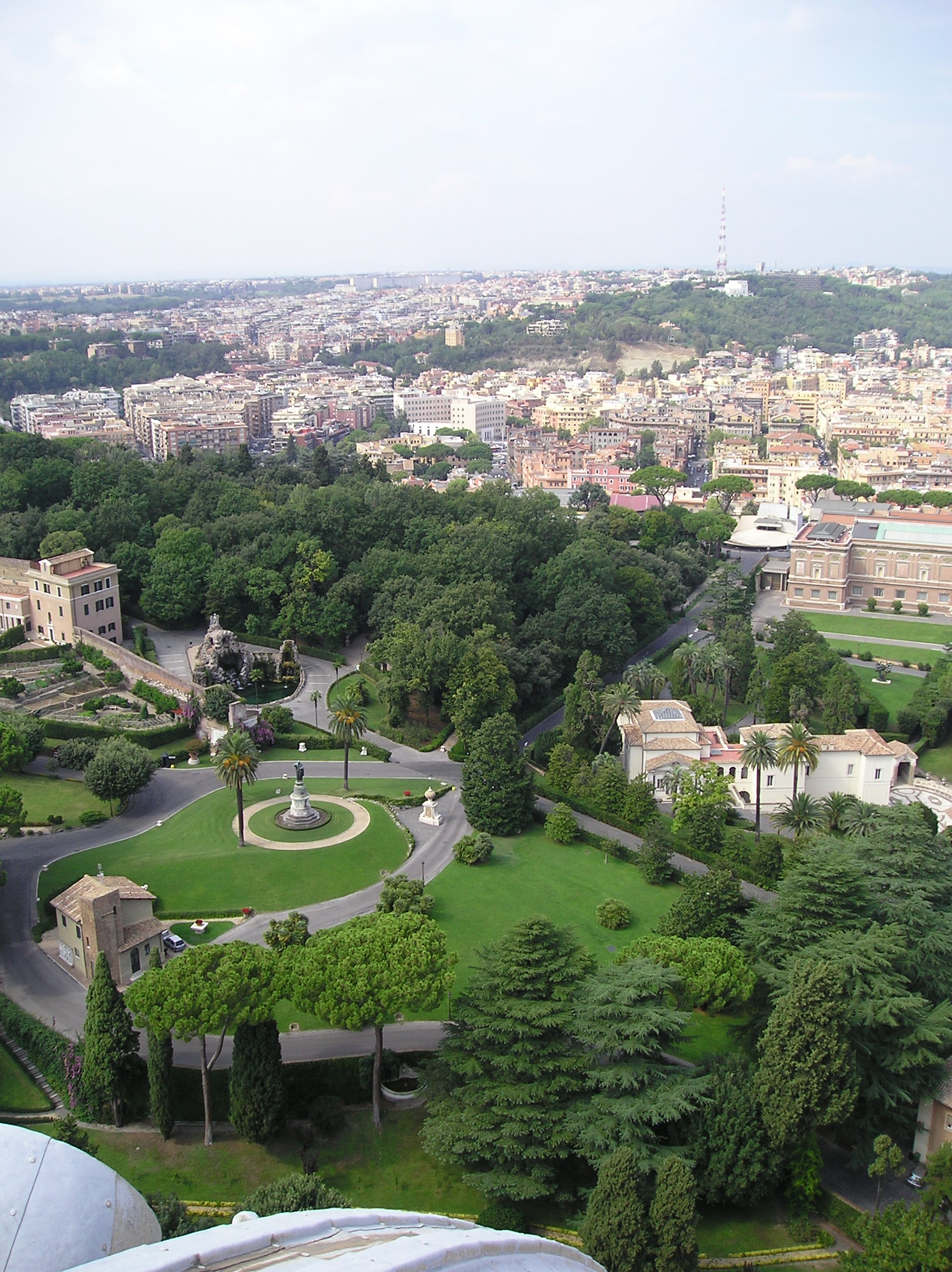
Jardins du Vatican.
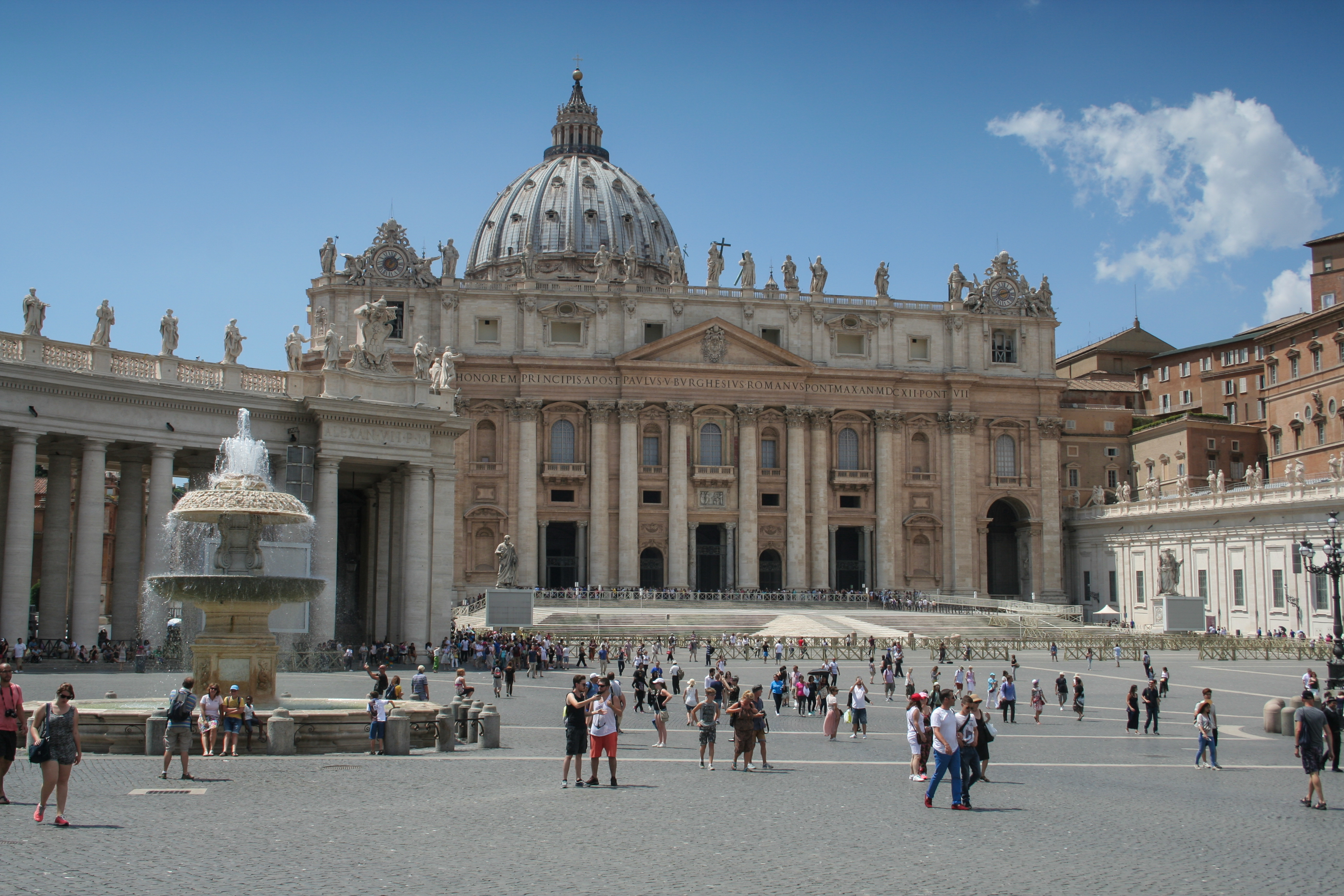
La place Saint-Pierre.

## Dans la fiction

### Littérature
- Willy Deweert, Les Allumettes de la sacristie.
- Michael O'Brien, Father Elijah : an Apocalypse.
- Dan Brown, Anges et Démons.
- Ian Caldwell, Le Cinquième évangile.
- Shibamoto Thores, Trinity Blood.

### Cinéma et télévision
- 1968 : Les Souliers de saint Pierre, film américain réalisé par Michael Anderson, d'après le roman de Morris West ;
- 2002 : Le Sourire de ma mère (titre original : L'ora di religione : il sorriso di mia madre), film italien réalisé par Marco Bellocchio ;
- 2006 : Mission impossible 3 , (abrégé en M:I-III) réalisé par J. J. Abrams, Tom Cruise jouant Ethan Hunt appréhende Owen Davian joué par Philip Seymour Hoffman juste après un deal
- 2009 : Anges et Démons, film américain réalisé par Ron Howard ;
- 2011 : Habemus papam, film italien réalisé par Nanni Moretti ;
- 2016 : The Young Pope, mini-série en co-production italienne, française et espagnole, composée de dix épisodes, créée par Paolo Sorrentino ;
- 2019 : Les Deux Papes, film britannico-italo-américano-argentin réalisé par Fernando Meirelles.
- 2020 : The New Pope, mini-série créée par Paolo Sorrentino, suite de The Young Pope.
- 2024 : Conclave, film américano-britannique réalisé par Edward Berger d’après le roman de Robert Harris

### Jeux vidéo
- Assassin's Creed II : le héros Ezio pénètre dans l'enceinte du Vatican pour tuer l'imposteur Rodrigo Borgia et récupérer la pomme d'Éden, relique de l'ancienne civilisation et arme puissante.

## Codes
Le Vatican a pour codes :
- « SCV » ou « CV », pour les plaques minéralogiques ;
- VA, selon la norme ISO 3166-1 (liste des codes pays), code alpha-2 ;
- .va, selon la liste des Internet TLD (Top level domain) ;
- VAT, selon la norme ISO 3166-1 (liste des codes pays), code alpha-3 ;
- VAT, selon la liste des codes pays utilisés par l'OTAN, code alpha-3 ;
- VT, selon la liste des codes pays utilisés par l'OTAN, code alpha-2.

### Documentaire
- Le Vatican - comment fonctionne le règne du plus petit État du monde, produit par le Centre de télévision du Vatican, distribué par HDH Communications, 2006